# Le Montellier
Le Montellier település Franciaországban, Ain megyében. Lakosainak száma 329 fő (2022. január 1.). Le Montellier Birieux, Faramans, Joyeux, Montluel, Pizay és Sainte-Croix községekkel határos.

## Népesség
A település népességének változása:
| Lakosok száma | 166  | 161  | 170  | 217  | 256  | 287  | 297  | 302  | 304  | 329  |
|               | 1968 | 1982 | 1990 | 2006 | 2013 | 2015 | 2017 | 2019 | 2020 | 2022 |